# Водяное (Верхнеднепровская городская община)
Водяное (укр. Водяне) — село, Водянский сельский совет, Верхнеднепровский район, Днепропетровская область, Украина.
Является административным центром Водянского сельского совета, в который, кроме того, входят сёла  Андреевка, Диденково, Зелёное, Зуботрясовка, Кривоносово, Николаевка, Соловьёвка и Томаковка.

## Географическое положение
Село Водяное примыкает к селу Диденково, на расстоянии в 1 км от сёл Соловьёвка и Зелёное.

## История
В 1983 году здесь были построены жилые дома усадебного типа с надворными хозяйственными постройками (архитектор Л. Павленко).
Население по переписи 2001 года составляло 231 человек.

## Транспорт
Рядом с селом проходит автомобильная дорога Т-0415.

## Религия
Храм в честь мученика Иоанна Воина.